# 吉岡幸雄
吉岡 幸雄（よしおか さちお、1946年4月2日 - 2019年9月30日）は、日本の染織史家・染色家。染司よしおか五代目当主。美術図書出版「紫紅社」代表。
父、常雄や上村六郎、山崎青樹、前田雨城の残した研究をもとに、染め師、福田伝士と共に古代の染色技術の復元を行っており、薬師寺、東大寺などの文化財の復元などに携わる傍ら、執筆業、講演などの活動も盛んに行った。

## 経歴
- 1946年 - 京都市に生まれる。
- 1971年 - 早稲田大学第一文学部卒業。
- 1971年 - 光村推古書院にアルバイトとして勤務。　父、常雄の口利きによる。
- 1973年 - 美術図書出版「紫紅社」設立。
- 1988年 - 生家「染司よしおか」の五代目当主を継ぐ。
- 1991年 - きもの文化賞受賞
- 1993年 - 奈良薬師寺・東大寺の伎楽装束を制作。
- 2001年 - 獅子狩文錦の復元制作に参加。
- 2002年 - 鹿草木夾纈屏風の復元制作に参加。
- 2008年度グッドデザイン賞受賞(インディペンデントディレクターとして参画) - 成田国際空港 第2旅客ターミナルビル　サテライト2F 到着コンコース(アート散歩道)
- 2010年 - 第58回菊池寛賞受賞
- 2012年 -第63回日本放送協会放送文化賞受賞
- 2016年 - 英国ヴィクトリア&アルバート博物館からの依頼で制作した永久保存用「植物染めのシルク」が同博物館に収蔵される。
- 2019年9月30日 - 死去[1]。73歳没。

## 主な著作
- 『日本の色辞典』紫紅社
- 『自然の色を染める』紫紅社
- 『色の歴史手帖』PHP研究所
- 『染と織の歴史手帖』PHP研究所
- 『京都色彩紀行』PHP研究所
- 『和みの百色』PHP研究所
- 『日本の色を染める』岩波新書
- 『日本の色を歩く』平凡社新書
- 『日本人の愛した色』 新潮選書
- 『失われた色を求めて』岩波書店・遺著